# Taekwondo na Igrzyskach Panamerykańskich 2015
Taekwondo na Igrzyskach Panamerykańskich 2015 odbywało się w dniach 19–22 lipca 2015 w  Mississauga Sports Centre w Toronto. Stu dziewięcioro zawodników obojga płci rywalizowało łącznie w ośmiu konkurencjach indywidualnych.

## Podsumowanie

### Klasyfikacja medalowa
| Klasyfikacja medalowa | Klasyfikacja medalowa | Klasyfikacja medalowa | Klasyfikacja medalowa | Klasyfikacja medalowa | Klasyfikacja medalowa |
| Miejsce               | państwo               | Złoto                 | Srebro                | Brąz                  | Razem                 |
| --------------------- | --------------------- | --------------------- | --------------------- | --------------------- | --------------------- |
| 1                     | Stany Zjednoczone     | 3                     | 0                     | 2                     | 5                     |
| =                     | Kuba                  | 3                     | 0                     | 2                     | 5                     |
| 3                     | Meksyk                | 2                     | 4                     | 1                     | 7                     |
| 4                     | Dominikana            | 0                     | 2                     | 1                     | 3                     |
| 5                     | Kanada                | 0                     | 1                     | 1                     | 2                     |
| 6                     | Wenezuela             | 0                     | 1                     | 0                     | 1                     |
| 7                     | Kolumbia              | 0                     | 0                     | 4                     | 4                     |
| 8                     | Argentyna             | 0                     | 0                     | 2                     | 2                     |
| =                     | Brazylia              | 0                     | 0                     | 2                     | 2                     |
| 10                    | Portoryko             | 0                     | 0                     | 1                     | 1                     |
| Razem                 | Razem                 | 8                     | 8                     | 16                    | 32                    |

### Medaliści
| Konkurencja   | 1. miejsce      | 2. miejsce       | 3. miejsce                         |           |
| Mężczyźni     | Mężczyźni       | Mężczyźni        | Mężczyźni                          | Mężczyźni |
| ------------- | --------------- | ---------------- | ---------------------------------- | --------- |
| do 58 kg      | Carlos Navarro  | Luisito Pié      | Lucas Guzmán Harold Avella         |           |
| do 68 kg      | Saúl Gutiérrez  | Maxime Potvin    | Miguel Angel Trejos Luis Colon III |           |
| do 80 kg      | Jose Cobas      | Moisés Hernández | Steven López Rene Lizarraga        |           |
| powyżej 80 kg | Rafael Alba     | Carlos Rivas     | Marc-Andre Bergeron Philip Yun     |           |
| Kobiety       |                 |                  |                                    |           |
| do 49 kg      | Yania Aguirre   | Itzel Manjarrez  | Iris Sing Candelaria Martes        |           |
| do 57 kg      | Cheyenne Lewis  | Paulina Armeria  | Doris Patiño Yamicel Nunez         |           |
| do 67 kg      | Paige McPherson | Victoria Heredia | Daima Villalon Alexis Arnoldt      |           |
| powyżej 67 kg | Jackie Galloway | María Espinoza   | Jessica Bravo Raphaella Galacho    |           |